# Ambrosio Film
Ambrosio Film, początkowo Società Ambrosio & C. – włoska wytwórnia filmowa, założona w 1906 r. w Turynie przez Arturo Ambrosiego. Jedna z największych wytwórni wczesnego kina włoskiego.

## Historia
Wytwórnia została założona w Turynie przez Arturo Ambrosiego w 1906 r. W 1908 otwarła swój nowy zespół studyjny. Początkowo produkowała krótkie filmy dokumentalne i aktualności, z czasem również filmy fabularne. Od 1909 r. jej znakiem firmowym była seria filmów historycznych serie d’oro („złota seria”). Były to m.in. filmy Spergiura (1909) czy Il granatiere Roland (1911). Była też znana z serii komedii z Marcelem Fabre i Ernesto Vaserem, a także z aktualności i filmów podróżniczych, komedii z Gigettą Morano, Eleuterio Rodolfim i Camillo de Risą i filmów naukowych. Stworzyła też adaptacje dzieł literackich (stworzyła np. siedem adaptacji twórczości Gabriela D’Annunzio). W 1908 r. wyprodukowała Ostatnie dni Pompei (org. Gli ultimo giorni de Pompei), film, który stał się pierwszym międzynarodowym hitem włoskiego kina.
Produkowała sporo filmów – już w pierwszym roku działalności stworzyła ich ok. 80. W sumie ze studia Ambrosio wyszło ich ok. 1400.
Z wytwórnią współpracowali m.in. Giovanni Vitrotti i Roberto Omegna. Jej popularnymi aktorami byli Alberto Capozzi i Mary Cléo Tarlarini. Ambrosio zatrudniało świetnych aktorów, techników i scenarzystów.
W 1913 r. wytwórnia otworzyła w Turynie jeden z pierwszych pałaców kinowych we Włoszech.
Wytwórnia działała także poza granicami Włoch, m.in. w Rosji, Niemczech i Stanach Zjednoczonych (gdzie otwarła swoją filię w 1912 r.).
W czasie I wojny światowej wytwórnia popadła w kłopoty finansowe – jej studio zostało zajęte przez rząd na potrzeby produkcji części samolotowych. W związku z tym znacznie spadła liczba tworzonych filmów – w 1917 było ich zaledwie 9. Zrealizowane po wojnie kosztowne superprodukcje, które miały uratować budżet firmy, okazały się finansowymi klapami. W 1923 r. Arturo Ambrosio odszedł z przedsiębiorstwa i produkcję wstrzymano, a w następnym roku wytwórnię zamknięto. Do dziś z jej dorobku zachowało się ok. 10% filmów.

## Wybrane produkcje
- Il carne riconoscente[2]
- Marek Licyniusz (org. Marcus Lycinius, 1907)
- Antyczna Grecja (org. Antica Grecia, 1908)
- Ostatnie dni Pompei (org. Gli ultimo giorni de Pompei, reż. Arturo Ambrosio, Luigi Maggi, 1908)[5]
- Neron (1909)[3]
- L’ultimo dei Frontignac (1911)[3]
- Nozze d’oro (1911)
- La vita delle farfarelle (1911)[4]
- Tripoli (1912)
- La nave dei leoni (1912)[9]
- I promessi sposi (1913, adaptacja powieści Alessandro Manzoniego)[2]
- Cenere (1916)[9]
- La nave (1921)
- Teodora (1922)[6]